# Светослав Петров (футболист, р. 1988)
Вижте пояснителната страница за други личности с името Светослав Петров.
Светослав Петров е български футболист, халф. Висок е 178 см и тежи 70 кг.

## Кариера
Започва кариерата си във Вихрен (Сандански) през сезон 2007/2008, където играе до 7 март 2010. В първия си сезон с Вихрен завършва на 10-о място в А футболна група. През следващия сезон Вихрен изпада от А футболна група. През март 2010 преминава в Спортист (Своге). От 15 октомври 2010 е играч на Брестник 1948 (Пловдив) в Източна Б футболна група.